# Eugnamptus pseudonigriventris
Eugnamptus pseudonigriventris is een keversoort uit de familie Rhynchitidae. De wetenschappelijke naam van de soort is voor het eerst geldig gepubliceerd in 1990 door Hamilton.